# Дмитрієвське сільське поселення (Адигея)
Дмитрівське сільське поселення — муніципальне утворення в складі Кошехабльського району Республіки Адигея Росія.
Адміністративний центр — селище Дружба.

## Населені пункти
- селище Дружба
- хутір Дмитрієвський
- селище Комсомольський
- хутір Красний Фарс
- хутір Новоалексєєвський
- хутір Отрадний
- селище Плодопитомник
- хутір Політотдєл
- аул Хачемзий
- селище Чехрак